# Brisbane Lions
Les Brisbane Lions sont un club australien de football australien fondé en 1996 à la suite de la fusion entre les Brisbane Bears (fondé en 1986) et Fitzroy Football Club (basé à Melbourne et fondé en 1883). Basés à Brisbane, les Lions évoluent en Australian Football League au Brisbane Cricket Ground (42 000 places).

## Histoire
Le club est fondé par fusion des Brisbane Bears et de Fitzroy Football Club en 1996 afin de mettre en place un grand club à Brisbane. La décision fut prise le 4 juillet 1996 et la fusion devint effective le 1er novembre pour une entrée en compétition à l'occasion de la saison 1997.

## Palmarès
- Champion du Premiership de l'AFL : 2001, 2002, 2003, 2024
- Vice-champion du Premiership de l'AFL : 2004

## Saison par saison

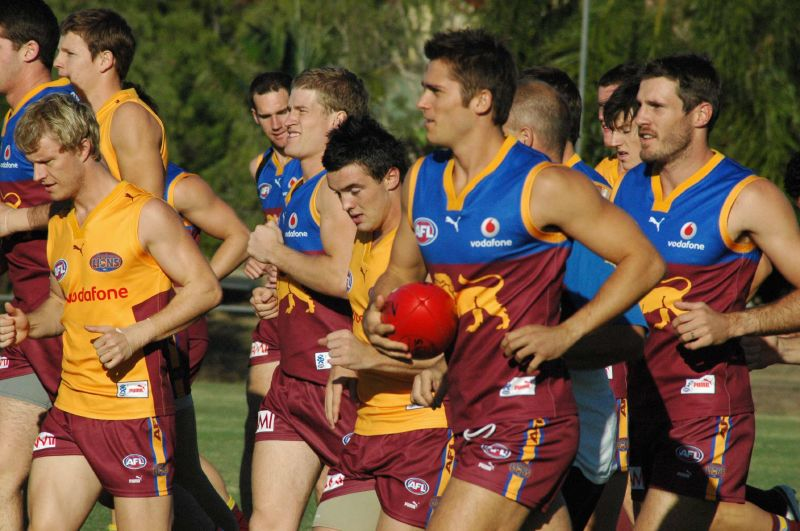
Joueurs des Lions à l'entraînement

Ancien logo

| Année | Classement | Moyenne de spectateurs |
| ----- | ---------- | ---------------------- |
| 1997  | 8e         | 19 550                 |
| 1998  | 16e        | 16 675                 |
| 1999  | 4e         | 21 936                 |
| 2000  | 5e         | 27 406                 |
| 2001  | 1er        | 27 313                 |
| 2002  | 1er        | 26 904                 |
| 2003  | 1er        | 31 462                 |
| 2004  | 2e         | 33 574                 |
| 2005  | 11e        | 33 101                 |
| 2006  | 13e        | 28 448                 |
| 2007  | 10e        | 27 678                 |

## Chanson du club
La chanson du club, "The Pride of Brisbane Town". est chantée sur l'air de La Marseillaise, l'hymne national français. Les paroles sont ci-dessous.
| Originale en anglais | Traduction française |
| --- | --- |
| We are the pride of Brisbane Town, We wear maroon, blue and gold. We will always fight for victory, Like Fitzroy and Bears of old. All for one and one for all, We'll answer to the call. We're the Lions, the Brisbane Lions, We'll kick the winning score You'll hear our mighty roar! | Nous sommes la gloire de Brisbane, Nous portons le marron, le bleu et or. Nous nous battrons toujours pour la victoire, Comme Fitzroy et Bears d'antan. (les Brisbane Lions sont issues de la fusion des Fitzroy Lions et des Brisbane Bears) Tous pour un et un pour tous, Nous repondrons à l'appel. Nous sommes les Lions, les Brisbane Lions, Nous marquerons le plus grand score Vous entendrez notre puissant rugissement! |